# Костюжино
Костюжино (рос. Костюжино) — присілок в Великолуцькому районі Псковської області Російської Федерації.
Населення становить 39 осіб. Входить до складу муніципального утворення Пореченська волость.

## Історія
Від 2014 року входить до складу муніципального утворення Пореченська волость.

## Населення
| 2001 | 2002 | 2010 |
| ---- | ---- | ---- |
| 74   | ↘52  | ↘39  |